# Copper Center
Copper Center (Ahtna: Tl’aticae’e) ist ein Ort und ein census-designated place (CDP) in der Copper River Census Area in Alaska in den Vereinigten Staaten. Das U.S. Census Bureau hatte bei der Volkszählung 2020 eine Einwohnerzahl von 338 ermittelt.

## Geographie
Copper Center befindet sich am rechten, westlichen Flussufer des Copper River an der Mündung des Klutina River. Der 320 m hoch gelegene Ort befindet sich 20 km südsüdöstlich von Glennallen. Das CDP-Gebiet hat eine Längsausdehnung in NNW-SSO-Richtung von etwa 13 km. Es reicht im Norden fast bis zur Mündung des Tazlina River. Der Copper River bildet die CDP-Grenze im Osten. Die Trans-Alaska-Pipeline verläuft entlang der westlichen CDP-Grenze. Der Richardson Highway (Alaska Route 4) durchquert das CDP-Gebiet. Südlich von Copper Center liegt der Flugplatz Copper Center.
Das Copper Center CDP grenzt im Norden an das Tazlina CDP, im Nordosten an das Silver Springs CDP sowie im Süden an das Willow Creek CDP.

## Geschichte
Um das Jahr 1896 wurde ein Handelsposten errichtet. Das Dorf war ursprünglich eine Bergbausiedlung mit ungefähr 300 Prospektoren die dort 1898–1899 überwinterten. Um das Jahr 1901 errichtete das U.S. Army Signal Corps eine Telegraphenstation. Copper Center liegt am Fairbanks-Valdez Trail und wurde ein wichtiger Versorgungsstützpunkt in der Nelchina-Susitna-Region. Im Jahr 1910 betrug die Einwohnerzahl 91. Beim Zensus 1920 lag sie bei 71, beim Zensus 1930 bei 80.
Copper Center erschien erstmals beim Zensus 1910 als ein „unincorporated village“. Ab dem Zensus 1980 wird Copper Center als ein census-designated place geführt.

## Demografie
Zum Zeitpunkt der Volkszählung im Jahre 2020 (U.S. Census 2020) hatte Copper Center 338 Einwohner auf einer Landfläche von 32,36 km². Von den Einwohnern waren 126 Weiße, 2 afrikanisch-amerikanischer sowie 166 amerikanisch-indianischer Abstammung. Beim Zensus 2000 wurde eine Einwohnerzahl von 362 ermittelt, beim Zensus 2010 war die Zahl 328.